# 菊池建設 (神奈川県)
菊池建設株式会社（きくちけんせつ）は、神奈川県横浜市鶴見区に本社を置く総合建設会社である。
檜造りの「檜の家」「漆喰の家」「現代数寄屋」といった、木造軸組注文住宅の設計・施工を社業の中心とし、神社や仏閣の建築も得意とする。
静岡県で創業。同県を中心として、現在本社の所在する神奈川県、東京都、埼玉県、千葉県に展示場や営業拠点を設けているほか、木造建築を中心に伝統建築技術の継承者を育てるべく、学校法人富嶽学園・日本建築専門学校を静岡県富士宮市に設立した。
なお、東京都西東京市谷戸町に本社を置く菊池建設株式会社とは、資本・業務面等一切の関係はない。

## 沿革
- 1955年（昭和30年）清水市但沼町（現・静岡市清水区但沼町）にて建築請負業を創業
- 1971年（昭和46年）静岡市桃園町（現・静岡市駿河区桃園町）に静岡営業所を開設
- 1974年（昭和49年）本社を清水市北脇（現・静岡市清水区北脇）に移転
- 1975年（昭和50年）「檜の家」を販売開始、三島営業所を開設、「檜の家株式会社」設立
- 1978年（昭和53年）「現代数寄屋」の販売を開始、東京営業所開設、建設業許可を静岡県知事から建設大臣に変更
- 1981年（昭和56年）藤沢営業所、埼玉営業所を開設
- 1982年（昭和57年）「檜の家株式会社」の商号を「菊池建設株式会社」に社名変更し、資材部門を含めた総合建築業に
- 1984年（昭和59年）練馬営業所（現：石神井営業所）、浜松営業所、横浜営業所を開設
- 1985年（昭和60年）千葉営業所を開設
- 1987年（昭和62年）学校法人富嶽学園「日本建築専門学校」創設
- 1988年（昭和63年）京都市内にモデルハウスを建設
- 1989年（平成元年）八王子営業所を開設、初代社長・菊池安治逝去（11月、享年57）
- 1990年（平成2年）「花と緑の博覧会」に日本建築「安翠庵」を協賛出展
- 2002年（平成14年）松戸展示場（千葉県）開設（現在は閉鎖し、千葉市に展示場を開設）
- 2004年（平成16年）静岡市清水区興津清見寺町に静岡市発注による「興津坐漁荘」を建築
- 2007年（平成19年）さいたま展示場を開設
- 2016年（平成28年）松戸展示場（千葉県）開設
- 2016年（平成28年）5月19日付で東京地方裁判所へ民事再生法の適用を申請
- 2016年（平成28年）7月15日付ですてきナイスグループ（現・ナイス）とのスポンサー契約を締結
- 2016年（平成28年）10月19日に東京地方裁判所にて開催された債権者集会において民事再生計画案が可決
- 2016年（平成28年）11月15日付で東京地方裁判所が民事再生計画認可決定を確定
- 2016年（平成28年）11月17日付ですてきナイスグループの100％子会社となり、本社を横浜市鶴見区鶴見中央4丁目36番1号に移転
- 2017年（平成29年）4月28日付で東京地方裁判所が民事再生手続の終結を決定

## 営業拠点
- 本社（神奈川県横浜市鶴見区）

### 営業所
- 静岡営業所（静岡県静岡市清水区）
- 横浜営業所（神奈川県横浜市鶴見区） - 本社と同一場所
- 東京営業所（東京都立川市）
- 千葉営業所（千葉県千葉市花見川区）
- 埼玉営業所（埼玉県さいたま市西区）

### 展示場
- 三島展示場（静岡県駿東郡清水町）
- 横浜展示場（神奈川県横浜市西区）
- 松戸展示場（千葉県松戸市）
- 大宮展示場（埼玉県さいたま市大宮区）
- 川越展示場（埼玉県川越市）